# UACJ

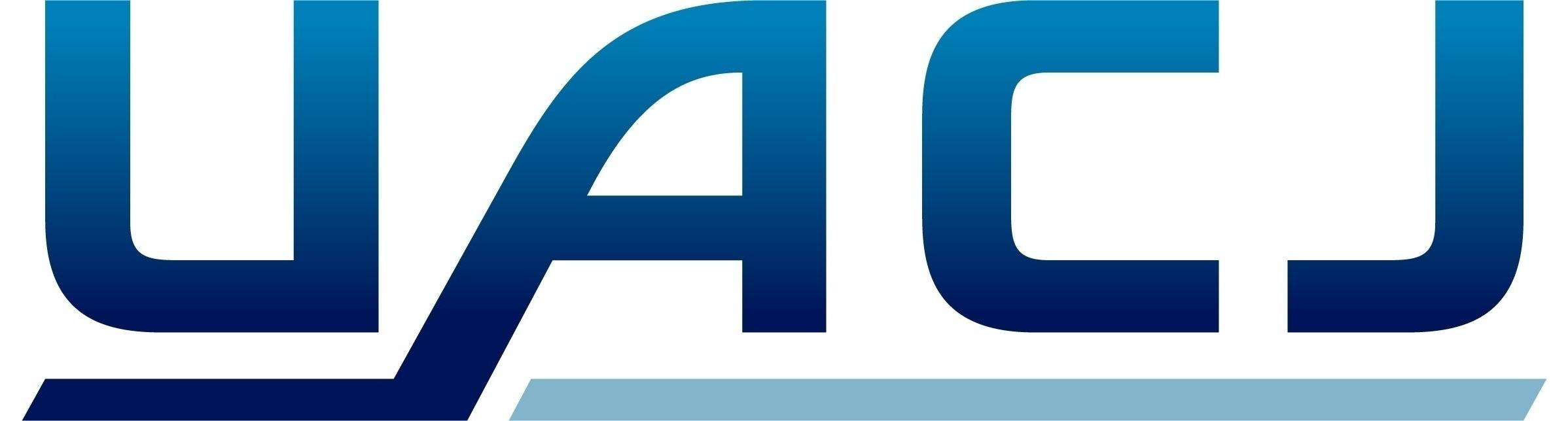
Logo der UACJ Corporation

Die UACJ Corporation (engl. für die Kabushiki-gaisha UACJ, jap. 株式会社UACJ) ist ein japanischer Hersteller von Produkten aus Nichteisenmetallen (insbesondere Aluminium, Kupfer und Legierungen), vorwiegend für Kunden aus der weltweiten Automobil- und Verpackungsindustrie. UACJ steht für United Aluminium Corporation of Japan. Firmensitz ist Chiyoda in Tokio. Die Unternehmenszentrale liegt im Tokioter Stadtteil Ōtemachi.
Das Unternehmen entstand am 1. Oktober 2013 durch den Zusammenschluss der Furukawa-Sky KK (古河スカイ株式会社 englisch Furukawa-Sky Aluminum Corp.), eine 2003 entstandene Ausgründung als Tochtergesellschaft des Aluminiumgeschäfts von Furukawa Denki Kōgyō KK (engl. Furukawa Group), mit Sumitomo kei-kinzoku kōgyō KK (住友軽金属工業株式会社 englisch Sumitomo Light Metal Industries, Ltd.), ein Mitglied der Sumitomo Group. Die Aktie ist an der Tokioter Börse notiert (WKN: A0HL8C / ISIN: JP3826900007).
Die UACJ-Gruppe beschäftigt, inklusive ihrer konsolidierten Tochterunternehmen, insgesamt rund 9900 Mitarbeiter (Stand Ende März 2020) und erzielte im Geschäftsjahr 2019 einen Umsatz von rund 615 Milliarden Yen.
„Repräsentativdirektor“ (engl. für daihyō torishimariyaku) und Präsident ist Miyuki Ishihara.